# 特爾塞爾弗倫特

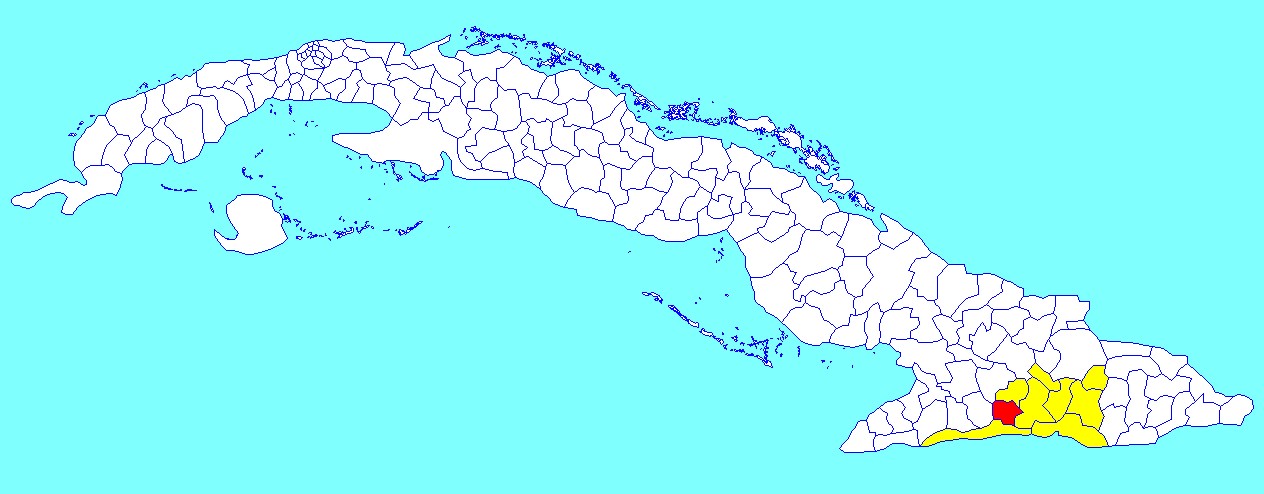

20°10′19″N 76°19′39″W / 20.17194°N 76.32750°W
特爾塞爾弗倫特（西班牙語：Tercer Frente），是古巴的城鎮，位於該國東南部，由聖地亞哥省負責管轄，面積364.3平方公里，海拔高度225米，2005年人口30,457，人口密度每平方公里83.6人。